# Rajjan (Aleppo)
Rajjan – wieś w Syrii, w muhafazie Aleppo. W 2004 roku liczyła 1697 mieszkańców.